# Rieumajou
Rieumajou is een gemeente in het Franse departement Haute-Garonne (regio Occitanie) en telt 87 inwoners (1999). De plaats maakt deel uit van het arrondissement Toulouse.

## Geografie
De oppervlakte van Rieumajou bedraagt 3,8 km², de bevolkingsdichtheid is 22,9 inwoners per km².
De onderstaande kaart toont de ligging van Rieumajou met de belangrijkste infrastructuur en aangrenzende gemeenten.

## Demografie
De figuur toont het verloop van het inwonertal (bron: INSEE-tellingen).